# Mastercastle
I Mastercastle sono un gruppo musicale heavy metal italiano, fondato nel gennaio 2008 dal chitarrista Pier Gonella e dalla cantante Giorgia Gueglio.

## Storia
Il gruppo nasce nel giugno 2008, dalla collaborazione del chitarrista Pier Gonella con la cantante Giorgia Gueglio.
Nonostante Pier Gonella abbia un passato artistico legato al power metal (avendo militato dal 2003 al 2007 nei Labyrinth), i due scrivono una serie di brani senza prefissarsi alcun genere musicale. La fusione dello stile heavy metal di Pier Gonella con la voce di Giorgia Gueglio crea uno stile musicale originale in quanto solitamente le voci femminili sono una caratteristica del gothic metal, sottogenere della musica heavy metal basata su un grande uso della tastiera e non della chitarra.
Nell'agosto 2008 entrano nella formazione il bassista Steve Vawamas Athlantis e il batterista Alessandro Bissa, quest'ultimo più comunemente soprannominato "Bix" e già conosciuto per essere il batterista dei Vision Divine.
Nell'agosto viene spedito un demo di 4 brani alla casa discografica finlandese Lion Music, che si propone di pubblicare un loro album.
Infatti nell'aprile 2009 viene pubblicato il primo disco The Phoenix, che viene successivamente ristampato in Giappone e Oriente dalla casa discografica Spiritual Beast.
Nel frattempo il gruppo non smette di scrivere nuovi brani e nel giugno 2010 viene pubblicato il secondo disco Last Desire.

Il disco ottiene un ottimo riscontro, tanto che nel 2011 Lion Music lo ristamperà come special edition, inserendo anche 4 bonus tracks: due cover, una versione live e una versione demo.
Nell'Aprile dello 2010 i Mastercastle partecipano, insieme a tanti altri artisti internazionali tra cui Jennifer Batten, al progetto Embrace The Sun, un doppio album prodotto dalla casa discografica Lion Music con donazione di tutti i proventi alla Croce Rossa giapponese, come aiuto in seguito al terremoto dell'11 marzo 2011.

La band dona il brano Sakura e il disco viene pubblicato il 17 giugno 2011.

Nello stesso periodo la band è nuovamente in studio per la registrazione di un nuovo disco. Prodotto dallo stesso Pier Gonella presso i MusicArt studios, il 18 novembre 2011 viene pubblicato Dangerous Diamonds.

SUbito dopo alcuni concerti la band si rimette al lavoro sul quarto album ed il nuovo batterista dei Mastercastle è l'italoamericano John Macaluso (Yngwie Malmsteen, James LaBrie...).
L'album viene pubblicato il 19 aprile 2013, sempre sotto la casa discografica Lion Music.

In una recente intervista Pier Gonella ha dichiarato che essendo John Macaluso impegnato in svariate band e progetti, i Mastercastle collaborano anche con un secondo batterista: Francesco La Rosa, già batterista dei "Meganoidi" ed "Extrema"..
Nel luglio 2014 Francesco La Rosa entra stabilmente in formazione ed il gruppo annuncia di aver firmato un contratto discografico per la Scarlet Records ed essere al lavoro sul quinto album, intitolato "Enfer De La Bibliothèque Nationale", Questo nuovo lavoro, un affascinante viaggio nel concetto di "segreto" (simboleggiato dalla sezione dei libri "proibiti" della famosa biblioteca parigina), è stato descritto dalla stessa band come il disco più maturo, compatto e moderno della propria carriera, un lavoro reso ancora più ambizioso da una produzione fresca e all'avanguardia.
Il 3 ottobre 2014 La band pubblica il videoclip del brano "Enfer", annunciando la data di uscita ufficiale di "Enfer De La Bibliothèque Nationale" il 14 ottobre 2014 e la scaletta dei brani contenuti nel disco 

Nel febbraio 2017 la band annuncia l'uscita di un nuovo album intitolato "Wine of Heaven" per maggio 2017, sempre con l'etichetta discografica Scarlet Records. 

Nel giugno 2021 la band pubblica il nuovo singolo e videoclip "Who Cares for the moon" con ospite Fabio Lione (Turilli/Lione Rhapsody, Rhapsody of Fire, Vision Divine, Angra) e dichiara di essere al lavoro su un nuovo album   , che verrà pubblicato nel gennaio 2022 col titolo di Lighthouse Pathetic.

## Discografia

### Album in studio
- 2009 - The Phoenix
- 2010 - Last Desire
- 2011 - Dangerous Diamonds
- 2013 - On Fire
- 2014 - Enfer (De La Bibliotèque Nationale)
- 2017 - Wine of Heaven
- 2022 - Lighthouse Pathetic

### Collaborazioni
- 2011 - Embrace The Sun (ospite nel brano “Sakura”)

## Formazione
- Giorgia Gueglio - voce
- Pier Gonella - chitarra
- Steve Vawamas - basso
- Alessio Spallarossa - batteria